# Отдел „Административен“ при ЦК на БКП
Отделът „Административен“ при ЦК на БКП е създаден по решение на Политбюро от 10 октомври 1950 г. като отдел „Специален“ със задача да подпомага местните партийни комитети и техните специални (военни) отдели при решаване на въпроси, свързани с роботата на армията, граничните войски и народната милиция. С решение на Политбюро от 6 ноември 1950 г. отделът се нарича „Административен“, а неговите функции се разширяват. От 13 декември 1956 г. отделът се преименува в отдел „Административни органи“. Ивършени са вътрешни структурни промени, обособени са нови сектори, възложени са нови функции и задачи на отдела.
С решение на Политбюро № 178 от 6 юли 1965 г. отделът „Административни органи“ се преустройва в два отдела – отдел „Административен“ и отдел „Военен“, като отдел „Административен“ се нагърбва със задачата да следи и съдейства за провеждането на линията на БКП в дейността на органите на властта (Народно събрание и народни съвети), на правосъдието, здравеопазването и държавния контрол.
С решение № 498 от 30 октомври 1979 г. на Политбюро отдел „Административен“ се закрива, а функциите му се поемат от оделите „Военен“, „Организационен“ и „Наука и образование“.

## Завеждащи отдела
- Тодор Ненов – от декември 1950 г.
- Георги Зенгилеков средата на 50-те
- Добри Терпешев до 1956
- Демир Борачев (1956 – 1960)
- Дико Диков (1959 – 1962)
- Иван Драгоев (1965 – 1980)[6][7]